# NGC 6427
NGC 6427 (również NGC 6431, PGC 60758 lub UGC 10957) – galaktyka soczewkowata (S0AB), znajdująca się w gwiazdozbiorze Herkulesa.
Odkrył ją Albert Marth 2 lipca 1864 roku. 23 czerwca 1870 roku obserwował ją Édouard Jean-Marie Stephan, jednak błędnie zidentyfikował gwiazdę odniesienia, w wyniku czego otrzymał nieprawidłową pozycję i uznał, że odkrył nowy obiekt. John Dreyer w swoim New General Catalogue skatalogował obserwację Martha jako NGC 6427, a obserwację Stephana z błędną pozycją jako NGC 6431.